# François-Joseph-Marie-Henri La Perrière de Viry
Pour les articles homonymes, voir Viry.
 François-Joseph-Marie-Henri La Perrière de Viry est un homme politique français né le 27 juillet 1766 à Londres et décédé le 15 janvier 1820 à Tours.

## Biographie
Militaire de carrière au service du roi de Sardaigne. Émigré pendant la Révolution française à Londres. Siège lors de la 1re législature du 22 août 1815 au 5 septembre 1816 chez les Ultras, élu du département de Mont-Blanc.

## Famille
Attaché à Londres à la cour du roi George IV, il épouse Augusta Montagu de Sandwich (1769-1849), qui lui donne 8 enfants, dont Charles de Viry (1809-1888).

### Sources
- « François-Joseph-Marie-Henri La Perrière de Viry », dans Adolphe Robert et Gaston Cougny, Dictionnaire des parlementaires français, Edgar Bourloton, 1889-1891 [détail de l’édition]